# Långtbortistan
Långtbortistan är ett fiktivt land i Kalle Ankas universum som ligger långt bort från Ankeborg. Numera används ordet även utanför serievärlden som ett uttryck för en mycket avlägsen ort. Ordet bygger på ändelsen -stan, som förekommer i flera indoiranska språk och betyder "-land" (jf. Afghanistan, Kurdistan och Pakistan).

## Historik
Långtbortistan förekommer förmodligen första gången i Kalle Anka & C:o i oktober 1959. Historien, där Dumbo är huvudfigur, var skriven av Carl Fallberg och tecknad av Paul Murry i USA 1958. I originalutgåvan på amerikanska hette landet "Faroffistan".
Den svenska utgåvan, där landet omskrivs som Långtbortistan, översattes av det äkta paret Per Anders och Maibrit Westrin och utkom i oktober 1959. Dock hade numret kommit ut en månad tidigare i Danmark, där översättaren Sonja Rindom översatt landet till Langtbortistan. Även den norska utgåvan kom ut i september och där översattes landet till Langtvekkistan. Både Rindom och Westrin har hävdat att de uppfunnit uttrycket.
En del Kalle Anka-serier avslutas med att någon av figurerna måste gå i landsflykt, till ett land mycket långt borta. Kalle Anka-tecknaren Carl Barks var först med det skämtet, men hos honom var Timbuktu landsflyktsorten, till exempel i en historia från 1957, där Oppfinnar-Jocke och Kalle färgat Ankeborgs kranvatten rött. Carl Barks hade tidigare också gjort omskrivningar där han använde sig av ändelsen -stan, exempelvis Howduyustan 1952. vilket givit upphov till missförståndet att landet först dök upp i en historia av Carl Barks. Landet kan se mycket olika ut.

## Utanför Kalle Ankas universum
Uttrycket Långtbortistan, som omskrivning för en mycket avlägsen ort, började dyka upp i svenska dagstidningar i slutet av 1970-talet. Poeten Petter Lindgrens debut från 1994 hette just Långtbortistan. Långtbortistan har även använts i Svensk försvarsdebatt kring 2009, då av kritiker till Försvarsmaktens fokusering på Internationella Missioner samtidigt som det nationella försvaret skrotades. Bland kritikerna kallas detta för "Långtbortistan-doktrinen".